# Tetranchyroderma boreale
Tetranchyroderma boreale är en djurart som tillhör fylumet bukhårsdjur, och som beskrevs av Clausen 2000. Tetranchyroderma boreale ingår i släktet Tetranchyroderma och familjen Thaumastodermatidae.
Artens utbredningsområde är Norra Ishavet. Inga underarter finns listade i Catalogue of Life.